# Granada antitanque

Diagrama de una granada antitanque RPG-43 soviética.

La granada antitanque es una variante especializada de la granada de mano, que se utiliza para derrotar objetivos fuertemente blindados. Aunque su alcance inherentemente corto limita la utilidad de las granadas, las tropas pueden tender una emboscada o maniobrar a cubierto para explotar la limitada visibilidad externa de la tripulación del vehículo objetivo.

## Historia
Las primeras granadas antitanque eran dispositivos improvisados. Durante la Primera Guerra Mundial, los alemanes fueron los primeros en inventar una granada antitanque improvisada al tomar su granada de mango estándar, "machacadora de patatas" y atarle dos o tres ojivas de alto poder explosivo para crear una granada más grande. En combate, después de su activación, la granada era lanzada sobre el tanque que avanzaba lentamente en algún sitio donde el blindaje fuese delgado. Las propiedades destructivas de la granada de mango se basaban en su carga explosiva, en lugar del efecto de fragmentación, que era ventajoso contra objetivos duros.
Durante la Segunda Guerra Mundial, varias naciones fabricaron granadas antitanque improvisadas al colocar varias granadas defensivas de alto poder explosivo en un saco terrero. Debido a su peso, estas eran normalemte arrojadas desde una distancia muy corta o directamente colocadas en puntos vulnerables en un vehículo enemigo. Otro método utilizado por la Home Guard británica en 1940 fue colocar dinamita o algún otro explosivo de alto poder dentro de un calcetín grueso y cubrir la parte inferior con grasa para ejes y luego colocar la parte cubierta con grasa en una lata de tamaño adecuado. Se sacaba el calcetín, se encendía la mecha y se arrojaba contra el costado de la torreta del tanque con la esperanza de que se mantuviese adherido hasta la explosión. Si tenía éxito, provocaba un astillamiento interno de la plancha de blindaje, matando o hiriendo a la tripulación dentro del tanque. No se sabe si este tipo de granada antitanque improvisada alguna vez se empleó en combate con éxito. A fines de 1940, los británicos habían puesto en producción una granada antitanque adhesiva especialmente diseñada, conocida como la "bomba pegajosa", que no tuvo mucho éxito en combate.
Cuando los tanques sobrepasan los atrincheramientos, las granadas de mano pueden ser utilizadas por la infantería como minas antitanques improvisadas colocándolas o arrojándolas en el camino de un tanque con el objetivo de dañarle una oruga. Si bien este método se utilizó en la desesperación, por lo general demostró ser más peligroso para el soldado en tierra que para la tripulación del tanque. 

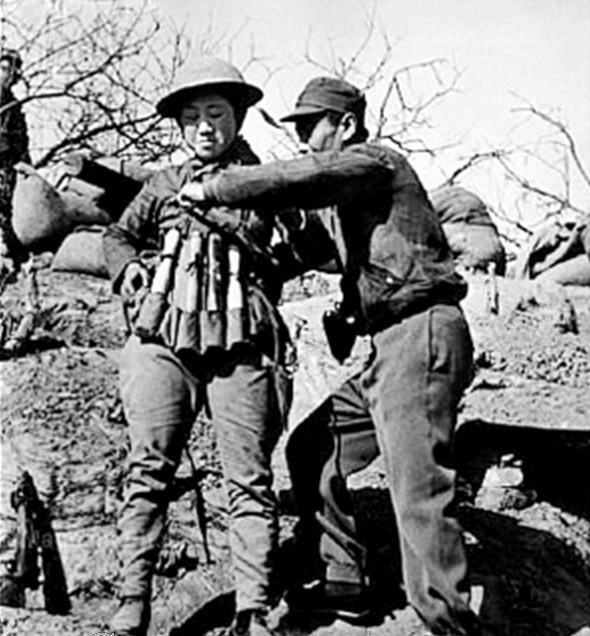
Bombardero suicida chino poniéndose un chaleco explosivo hecho con granadas de mano Modelo 24 para atacar tanques japoneses en la batalla de Taierzhuang.

Las tropas chinas en la segunda guerra sino-japonesa usaron bombas suicidas contra tanques japoneses. Las tropas chinas colocaron explosivos como paquetes de granadas o dinamita en sus cuerpos y se arrojaron bajo tanques japoneses para hacerlos explotar. Esta táctica se usó durante la Batalla de Shanghái, en la que un atacante suicida chino detuvo una columna de tanques japoneses al explotar debajo del tanque que la encabezaba, y en la Batalla de Taierzhuang, donde las tropas chinas se ataron dinamita y granadas, para después correr hacia los tanques japoneses e inmolarse. Durante un incidente en Taierzhuang, los terroristas suicidas chinos destruyeron cuatro tanques japoneses con atados de granadas.
Las granadas antitanque diseñadas para este propósito generalmente usan el principio de carga hueca para penetrar el blindaje del tanque, aunque también se usa el concepto de cabeza de impacto. En terminología militar, las ojivas que emplean cargas explosivas con forma se llaman "ojivas antitanque de alto poder explosivo" (HEAT). Debido a la forma en que funcionan las cargas explosivas con forma, la granada debe golpear el vehículo en un ángulo recto exacto para que el efecto funcione de manera más eficiente. La granada facilita esto al desplegar un pequeño paracaídas de frenado o serpentinas de tela después de ser arrojada.
Durante la Segunda Guerra Mundial, Gran Bretaña desplegó en combate la primera granada antitanque específicamente diseñada a fines de 1940 con la Granada antitanque n.º 68, que fue una de las primeras armas antitanque de cualquier tipo en emplear una ojiva de carga hueca o HEAT. La n.º 68 era disparada desde un fusil usando la bocacha lanzagranadas Mills. La Tipo 68 tenía una penetración de 50 mm de blindaje, que era sorprendente para 1940. También fue desarrollada por el Reino Unido durante la guerra la granada antitanque n.º 74, conocida popularmente como la "bomba pegajosa", cuya carga explosiva se encontraba dentro de una esfera de vidrio cubierta de adhesivo. En previsión de una invasión alemana, el ejército británico solicitó ideas para un arma antitanque de corto alcance que fuera sencilla y fácil de usar, lista para entrar en producción y barata. La granada ST fue una iniciativa patrocinada por el gobierno, por el MIR(c), un grupo encargado de desarrollar armas para su uso en territorio ocupado por Alemania e Italia, y pusieron a la granada ST en producción en masa a insistencias de W. Churchill, pero viendo cómo funcionaba, el Ejército británico la rechazó y la cedió a la Home Guard en lugar de a sus fuerzas regulares.
La Granada n.º 74 fue suministrada más tarde a las tropas como una medida provisional de emergencia contra tanques italianos ligeramente blindados en el norte de África, donde resultó altamente efectiva, para sorpresa de muchos. Más adelante en la guerra, los partisanos franceses utilizaron la n.º 74 de manera efectiva en las operaciones de sabotaje contra las instalaciones alemanas. La granada Hawkins (n.º 75) era otra granada antitanque que podía lanzarse o atarse varias de estas para formar una cadena y ser usadas en un bloqueo de carretera.
Poco después de la invasión alemana de la Unión Soviética en 1941, los alemanes introdujeron la Panzerwurfmine (L), una granada antitanque HEAT que podría destruir los tanques con el blindaje más grueso de la guerra. La granada era lanzada por encima para aterrizar sobre el tanque. Después de ser lanzada por el soldado, tres aletas de lona accionadas por resorte la estabilizaban durante su corto vuelo. La Panzerwurfmine (L) era letal y económica de fabricar, pero requería una habilidad considerable para lanzarla con precisión y se suministró solo a equipos de "destructores de tanques" de infantería especialmente entrenados.
No pasó mucho tiempo después de que los soviéticos capturaron ejemplares de la Panzerwurfmine (L) alemana para que creasen su propia granada de mano antitanque con ojiva HEAT. En 1940, desarrollaron una tosca granada antitanque que utilizaba el simple efecto de la detonación de una gran carga de alto poder explosivo, designada RPG-40, que se estabilizaba en vuelo mediante una cinta desplegada después de ser lanzada. La RPG-43 (desarrollada a fines de 1943) era una RPG-40 modificada con un forro cónico y una gran cantidad de cintas de tela para la estabilización en vuelo después del lanzamiento. En ese mismo, introdujeron la RPG-6, un rediseño total de la RPG-43 con un mejorado paracaídas de cola de cometa en el mango y un separador para la ojiva HEAT, aumentando drásticamente tanto su precisión como su penetración, que se reportó como de más de 100 mm, más que suficiente para causar daños catastróficos a cualquier tanque si impactaba su parte superior. Las granadas antitanque soviéticas RPG-43 y RPG-6 fueron mucho más simples de usar en combate que la Panzerwurfmine (L) alemana y no requerían un entrenamiento extenso para su uso.
Un capítulo especial de la granada antitanque alemana es la "Geballte Ladung" (carga concentrada). No es un modelo de granada singular, sino algunas granadas de mano normales que estaban unidas entre sí (múltiples cargas de alto poder explosivo en una granada de mango). Otro de los intentos alemanes de armas antitanque portátiles fue la "Hafthohlladung" (carga con forma acoplable). Era una carga cónica de gran tamaño equipada con tres imanes para que se adhiriera a un tanque, pero era demasiado pesada para lanzarla: tenía que adherirse directamente al área objetivo de un tanque.
Después del final de la Segunda Guerra Mundial, muchas naciones de Europa del Este diseñaron sus propias versiones de la RPG-6, como la AZ-58-K-100 húngara. Estas granadas fueron fabricadas en decenas de miles y entregadas a 'ejércitos de liberación nacional', que vieron combates en todo el mundo, incluso con el Ejército egipcio durante 1967 y 1973.
La primera granada antitanque japonesa fue una granada de mano que tenía una simple ojiva cónica HEAT de 100 mm de diámetro con un simple sistema de espoletas "totales" en la base (si se caía accidentalmente después de retirar el pasador, explotaba). Tenía lo que parecía una cabeza de trapeador en el extremo posterior de la ojiva. Un soldado sacaba la granada antitanque de su saco, jalaba el pasador de seguridad y la arrojaba agarrando la cabeza de trapedor como el mango. Esto era peligroso, ya que no tenía seguro de armado y el lanzador podía golpear algo a sus espaldas antes de lanzarla. Según los informes, la penetración era de solo unos 50 mm de blindaje.
La segunda granada antitanque japonesa era un arma suicida que recibió el sobrenombre de "mina de estocada". Esta arma era una ojiva HEAT muy grande montada en un palo de 1,52 m (5 pies). El soldado la embistía contra el tanque u otro objetivo, esto rompía un alambre que sujetaba el percutor y este impactaba una cápsula fulmintante, detonando la gran ojiva HEAT y destruyendo tanto al soldado como al objetivo. Si bien era tosca, la mina de estocada japonesa podría penetrar 150 mm (6 pulgadas) de blindaje, la mayor penetración de cualquier granada antitanque de la Segunda Guerra Mundial.
El Ejército de los Estados Unidos encontró por primera vez la granada antitanque de mano en 1944, en Filipinas (algunos creen que fueron fabricadas localmente). La posterior mina de estocada suicida apareció por primera vez durante la invasión estadounidense de Saipán y la posterior invasión de Okinawa. Decenas de miles de estos toscos dispositivos fueron producidos y suministrados tanto a unidades regulares como a unidades de guardia nacional en las islas principales de Japón antes de que terminara la guerra.
A fines de la década de 1970, el Ejército de los Estados Unidos estaba preocupado por la falta de armas antitanque de emergencia para suministrar a sus unidades de retaguardia, para contrarrestar los vehículos blindados enemigos aislados que se infiltran o era lanzados en paracaídas. Cuando el ejército estadounidense pidió ideas, los ingenieros de los laboratorios del ejército sugirieron aplicar ingeniería inversa y mejoras de seguridad adicionales a la granada antitanque AZ-58-K-100 HEAT de Alemania Oriental que se había obtenido clandestinamente. Este concepto se llamó "HAG", acrónimo en inglés de "Granada antiblindaje de alto poder explosivo" (High-explosive Antiarmor Grenade). Aunque los ingenieros civiles que trabajaban para el Ejército de los Estados Unidos pensaron que era una gran idea, casi todos los oficiales superiores del ejército con experiencia de combate la rechazaron de inmediato, pensando que sería más peligrosa para las tropas que las usaban que para el enemigo. La idea fue archivada en silencio en 1985. Esta decisión dejó a muchas unidades estadounidenses de retaguardia sin "arma antitanque" más pesada que la ametralladora pesada M2.
Las granadas antitanque más ampliamente distribuidas hoy en día son los diseños rusos posteriores a la Segunda Guerra Mundial de las décadas de 1950 y 1960, principalmente la RKG-3. 
Durante la Guerra Irán-Irak, el iraní Mohammad Hossein Fahmideh se inmoló con una granada bajo un tanque irakí. 
Debido a las mejoras en el blindaje de los tanques modernos, las granadas de mano antitanque generalmente se consideran obsoletas. Sin embargo, en la reciente Guerra de Irak, la granada de mano antitanque RKG-3 ha reaparecido con los insurgentes irakíes que las usaron principalmente contra los Humvee, Stryker y MRAP estadounidenses a causa de su blindaje ligero. Esto a su vez ha llevado a los Estados Unidos a adoptar contramedidas, como modificaciones a los vehículos MRAP y Stryker mediante la colocación de un blindaje de rejas, que hace que la granada antitanque detone antes de entrar en contacto con el vehículo.